# 市原克也
市原 克也（いちはら かつや、1961年1月25日 - ）は、兵庫県出身のAV男優・AV監督。市原康祐、アナル市原の別名義がある。

## 人物・エピソード
- 兵庫県芦屋市生まれ[2]。
- 少年時代から富山市や浜松市などを転々として育ち、中学時代を新潟市で過ごす。
- 名古屋学院高等学校で熊谷昭吾に師事。
- 筑波大学に入学するも、役者志望だったために1年で退学し[2]、上京し上智大学文学部国文科に入り直してアングラ演劇に熱中。上田秋成などの近世国文学を専攻。
- 大学卒業後、松竹新喜劇の試験を受けたが大卒であるために採用されず、国立能楽堂三役養成試験に第一期生として合格、無給で能のシテの手伝いをする[2]。食事の時間も満足に取れないほどの激務に耐えかねてドロップアウトした。
- 時給500円のアルバイト編集者として白夜書房に勤務を始め[2]、1987年～1988年頃から雑誌『スパーク』の編集部で平口広美を担当していた。
- 27歳の時、同誌の企画がきっかけでAV男優「アナル市原」としてデビュー[2]。芸名は「能をやっていたら、アナルもやってるに違いない」と、編集者の独断と偏見で命名されたものであるという[2]。
- その後、少年出版社『熱烈投稿』編集部を経て、再びAV男優に転職。
- AV男優としては、代々木忠監督の『ザ・面接』シリーズ（アテナ映像）で面接隊長を務める。
- 関西弁によるAV女優へのえげつない言葉責めとスキンヘッドが特徴。
- 「中出しの帝王」を名乗る。
- 趣味は競馬と読書、古書店めぐり。寺山修司を愛読。
- AV出演強要問題について、「考えられない」と非難しつつも、それが社会問題として大きく取り上げられ、業界全体に厳しい目が向けられている現状については、「食中毒を出す店があるために、他の店も全て不衛生だと思われているようなもの」と指摘した[3]。

## 著書
- 『勝負馬券論　100万仕事のマグナカルタ』（ガイドワークス、2017年）
- 勝負馬券論 100万仕事のマグナカルタ（Kindle版）
- 人妻はなぜAVに出るのか（Kindle版）
- 賭博戦記（Kindle版）
- 人妻が撮影を許可する心理（Kindle版）